# Dealu, Giurgiu
Dealu este un sat în comuna Crevedia Mare din județul Giurgiu, Muntenia, România. Se află pe râul Neajlov. Până în anul 1964, localitatea s-a numit Golășei. , denumirea fiind apoi schimbată în Dealul și în 1968 în Dealu (fără „l” final).